# Derbi Vamos

Derbi Vamos M, mit Wetterschutzscheibe. Auf dem Bild ist die für den M typische Einzelsitzbank gut zu erkennen. Die auf dem Bild zu sehenden Spiegel entsprechen nicht dem Originalzustand, sondern stammen aus dem freien Zubehör.

Derbi Vamos G im gepflegten Originalzustand. Auf dem Bild ist gut die lange Doppelsitzbank und die ausklappbaren Soziusfußrasten zu sehen.

Beim Derbi Vamos handelt es sich um ein Motorrollermodell des spanischen Herstellers Derbi aus der Zeit vor der Übernahme durch Piaggio.
Der Vamos gehört zu den bekanntesten „Plastikrollern“" der frühen und mittleren 1990er Jahre. Dies ist nicht zuletzt auf die große Stückzahl und seine hohe Lebensdauer zurückzuführen.
Er ist, als klassischer Stadtroller mit 10-Zoll-Rädern (Reifengröße 100/80-10) ausgelegt, sehr wendig. Dazu bietet er mit dem vergleichsweise großen Handschuhfach und dem Helmfach (das je nach Ausstattungsvariante sogar beleuchtet ist) viel Platz. Der lange, hohe und gut gepolsterte Sitz macht ihn zudem sehr bequem. Diese praktischen Eigenschaften waren der Hauptgrund für den Verkaufserfolg des Vamos in Deutschland, wo er mit anfangs 3990 Deutsche Mark (für den Vamos G) bzw. 4390 Deutsche Mark für den Vamos FL zu den teureren Rollern zählte. Außerdem zählte der Vamos zu den ersten Rollern mit ungeregeltem Katalysator (ab 1994).
Es gab für den Vamos ein reichhaltiges Angebot an Zubehör, das unter anderem verschieden große Wetterscheiben, Gepäckträger und Sturzbügel umfasste. Viele Vamos, die von älteren Fahrern gekauft wurden, erhielten bereits ab Werk eine reichhaltige Zusatzausstattung. Dies ist ein weiterer Grund für die bis heute anhaltende Beliebtheit des Vamos.
Vom Vamos gab es mehrere Varianten, diese wurden (ausgenommen Vamos FL) zeitgleich vertrieben. Der Vamos gilt inoffiziell als Vorgänger des Derbi Atlantis. Er wird in allen Varianten von einem Motor des italienischen Herstellers Franco Morini angetrieben.

## Vamos M
Beim Vamos M handelte es sich um eine ab Werk angebotene Mofaversion (25 km/h). Diese Version ist in Deutschland am häufigsten anzutreffen, da sie oft von älteren Fahrern gekauft wurde und die, nicht unerheblichen, Kosten für das nachträgliche Drosseln der Mokickversion gespart wurden. Eine Umschlüsselung des Vamos M zum Mokick ist offiziell nicht vorgesehen, jedoch möglich.
Optisch ist der Vamos M vom G an der Einzelsitzbank sowie den fehlenden Soziusfußrasten zu unterscheiden.
Technische Daten Vamos M:
- Motor: luftgekühlter Einzylinder-Zweitaktmotor
- Hubraum: 49 cm³
- Bohrung × Hub: 41 × 37,4 mm
- Verdichtung: 7,4:1
- Nennleistung: 1,42 kW (1,9 PS) bei 4500 min−1
- max. Drehmoment: 3,3 Nm bei 3300 min−1
- Vergaser: Dell’Orto PHVA10

## Vamos G und Vamos FL
Beim Vamos G und FL handelt es sich um die Mokickversion des Vamos. Je nach Vertriebsland war die Höchstgeschwindigkeit auf 50 oder 40 km/h begrenzt.
Der FL stellte einen Versuch der Modernisierung dar, da der Vamos zum Ende der Bauzeit hin bereits stark überholt war. Technisch ist der FL mit dem G weitgehend identisch. Die Unterschiede sind vor allem optischer Natur. Der FL war, anders als der G, ein eher bescheidener Verkaufserfolg und wurde bereits nach relativ kurzer Zeit wieder eingestellt.
Technische Daten Vamos G und FL
- Motor: luftgekühlter Einzylinder-Zweitaktmotor
- Hubraum: 49 cm³
- Bohrung × Hub: 41 × 37,4 mm
- Verdichtung: 7,4:1
- Nennleistung 50-km/h-Version: 3,02 kW (4,1 PS) bei 6500 min−1
- Nennleistung 40-km/h-Version: 1,75 kW (2,4 PS) bei 5150 min−1
- max. Drehmoment 50-km/h-Version: 4,6 Nm bei 6000 min−1
- max. Drehmoment 40-km/h-Version: 4,1 Nm bei 4200 min−1
- Vergaser: Mikuni VM 14SH

## Bekannte Probleme mit der Baureihe
Die meisten Vamos, die heute noch in Betrieb sind, zeigen die typischen Alterungserscheinungen von Plastikrollern dieser Zeit. Vor allem ausgeblichene und brüchige Verkleidungen sind ein Problem. Dazu kommen oft Mängel, die aus verschleppter Wartung resultieren. Die teilweise schlechte Ersatzteilversorgung durch das sehr dünne Händlernetz trägt dazu bei, dass viele Fahrzeuge in relativ schlechtem Zustand sind.
Zu diesen, altersbedingten, Problemen kommen einige typische „Krankheiten“, mit denen die Baureihe schon immer zu kämpfen hatte, dies sind vor allem:
- Vereisung des Vergasers bei kalter und feuchter Witterung (betrifft vor allem Fahrzeuge der Baujahre vor 1995)
- der sehr dünne Krümmer der Mofaversion kokt bei Kurzstreckenbetrieb schnell zu
- Kolbenfresser im Mofa Modell, der nicht auf mangelnde Schmierung zurückzuführen war, sondern auf gebrochene Kolbenringe!
- Abreißen der Tachowelle
- Undichtigkeit des Endgetriebes
- bei Fahrzeugen mit Helmfachbeleuchtung kommt es vor, dass diese die Batterie „leersaugt“